# 吳江博物館
吳江博物館是展現吳江文化的一個重要的博物館，位處苏州市吳江区區江陵南路吴江公园内。

## 历史
於1988年10月興建，歷時12年至2000年6月竣工。同年7月1日正式對外開放。馆名由费孝通题写。館內收藏的各種出土陶瓷、玉石、青銅器，與及舊書畫、錢幣，充份反映出當地過千年來的吳江文化。吳江博物館外型宏偉，有著仿照北京毛主席紀念堂的現代化建築風格。博物館現已開放6個展覽廳。

## 吳江歷史文化陳列廳
以先秦文化為陳列主題，再配合各歷史時代的各類文物，來展現吳江文化在這6000多年以來的演變。當中有遠自5300年前，被譽為「江南第一村」的梅堰龍南新石器時代良渚文化村落遺址，以証明這是華夏文化發源地之一。

## 吳江古代傑出人物展覽廳/吳江近現代傑出人物展覽廳
這兩個展覽廳共展示了82位吳江古今傑出人物的生平事迹。計有明朝以廉潔公正著稱的尚書父子吳洪、吳山，反閹名賢周宗健，近代著名外交家施肇基，中國早期婦女運動先驅張應春等。

## 書畫藏品展覽廳
多達一萬件的書畫藏品，其中在這展覽廳內會展出近百幅佳作，作者包括「明四家」中的沈周、唐寅、文徵明，還有「清初四王」之一的王原祁的作品。至於清末時期的分別有海上畫派佼佼者王禮和吳門畫派代表陸恢。展覽廳還展出一批近現代政界文壇人物如陳去病、陳其美、李根源、胡適、梁啟超、于右任等的書法作品。

## 吳根生錢幣陳列廳
又稱作吳根生錢幣博物館。原於吳江区芦墟鎮，現遷往吳江博物館。吳根生是中國著名的錢幣收藏家，他收藏的錢幣遠至春秋戰國時代的刀幣、布幣、貝幣、圓錢以至方孔圓錢，沿漢、唐、宋、元、明、清各朝代的貨幣，以至現代的各種中外鈔票錢幣，接近一萬餘種，吳根生將所有錢幣珍藏展示出來，而吳根生錢幣博物館為中國大陸首個私人錢幣博物館。

### 友誼廳
位於吳江博物館四樓，展覽海外友好城市和友人贈送本市的紀念禮品。